# Andreas Jakobsson
Andreas Jakobsson est un footballeur suédois né le 6 octobre 1972 à Teckomatorp. Il évolue au poste de défenseur.
Il a participé à la Coupe du monde 2002 avec l'équipe de Suède. Il a également pris part à l'Euro 2004.

## Palmarès
- Champion de Suède en 1999
- Vainqueur de la Coupe de Suède en 1998 et 2006
- Champion du Danemark en 2005
- Vainqueur de la Coupe du Danemark en 2005